# François de Bricqueville
François de Bricqueville, comte de la Luzerne, seigneur de Monfréville et de Fontaines, né vers 1665 et mort le 29 septembre 1746 à Paris, est un aristocrate et officier de marine français du XVIIIe siècle. Entré dans la Marine royale à l'âge de quinze ans, il participe à la guerre de la Ligue d'Augsbourg et à la guerre de Succession de Pologne. Il termine sa carrière avec le grade de vice-amiral de la flotte du Ponant.

## Biographie

### Origines et famille
François de Bricqueville descend de la branche Bricqueville de la Luzerne, l'une des trois branches de la famille de Bricqueville, une ancienne famille de la noblesse normande dont l'origine remonte au XIe siècle. La famille de Bricqueville a fourni au royaume de France un grand nombre d'officiers généraux, d'hommes d'État et de prélats.
Son père est Gabriel François de Bricqueville (8 décembre 1630-1684), 2e marquis de la Luzerne, seigneur d'Osmanville et d'Amanville, seigneur de Monfréville est lieutenant du Roi en Basse-Normandie, et gouverneur de monseigneur de Vermandois, futur Amiral de France ; et sa mère Marguerite de Bonvoust (v. 1636-1721 ou 1724). Il est le cinquième des dix enfants du couple.
Son frère, Henri de Briqueville de La Luzerne sera évêque de Cahors.

### Carrière dans la Marine royale
François de Bricqueville entre dans la marine royale en tant que garde-marine en 1680, il est enseigne de vaisseau l'année suivante avant d'être promu au grade de lieutenant de vaisseau en 1682. Il se distingue au bombardement d'Alger en 1683 sous les ordres de l'amiral Duquesne et de celui de Gênes en 1684.

#### Guerre de la Ligue d'Augsbourg

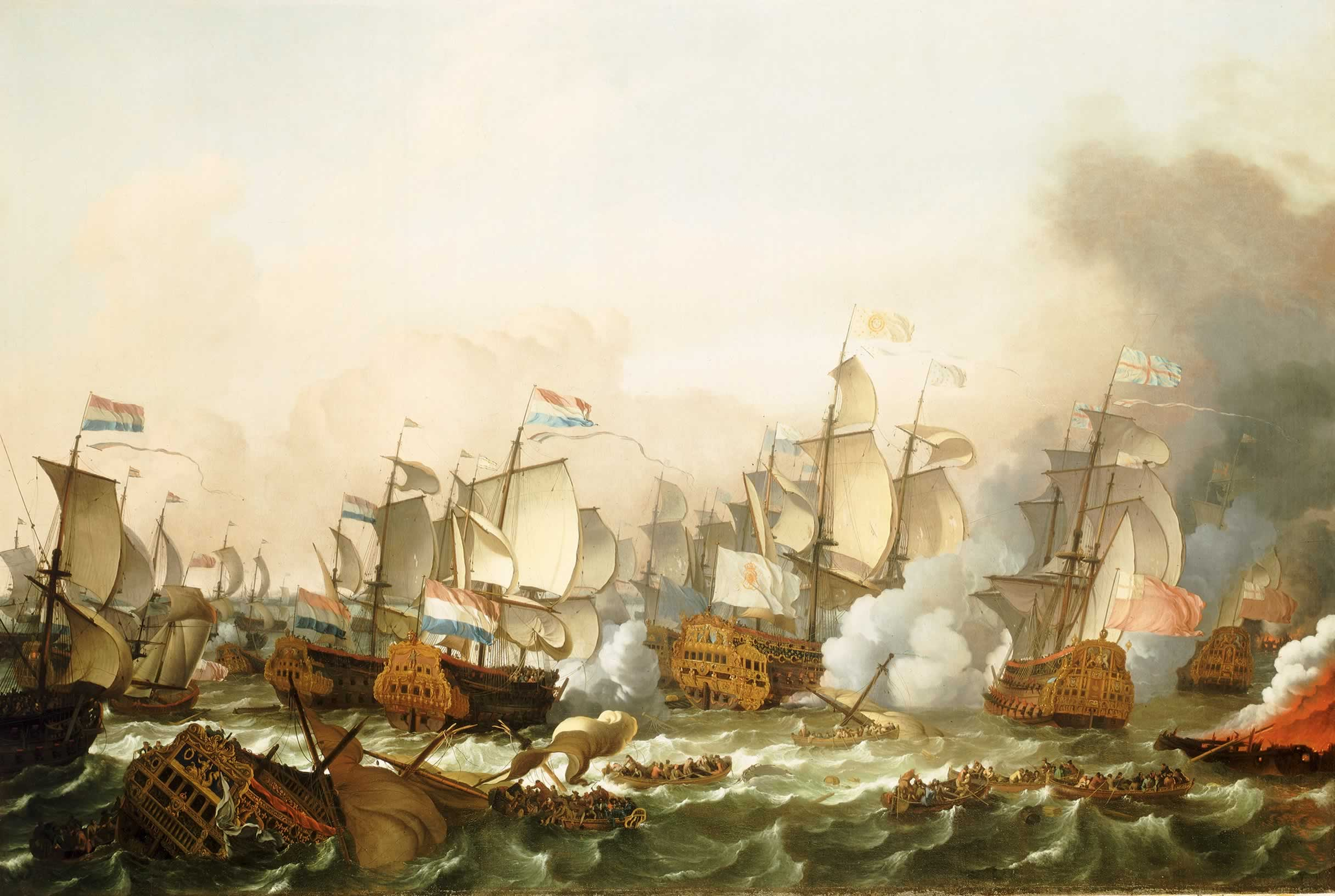
La bataille de Barfleur-La Hougue à laquelle participe François de Bricqueville en 1692.

Capitaine de vaisseau en 1689. L'année suivante, il prend part au combat à Bantry, à la bataille du cap Béveziers et au raid sur Teignmouth le 5 août 1690. Il commande brillamment Le Courageux à Barfleur (1692). Il est colonel du régiment de Périgueux (1690-1698) de 1692 à 1693 et participe à la bataille de Neerwinden en 1693.
Commandant le vaisseau Le Furieux, il rejoint Port-Louis le 16 novembre 1699 avec un navire hambourgeois, qu'il avait capturé.

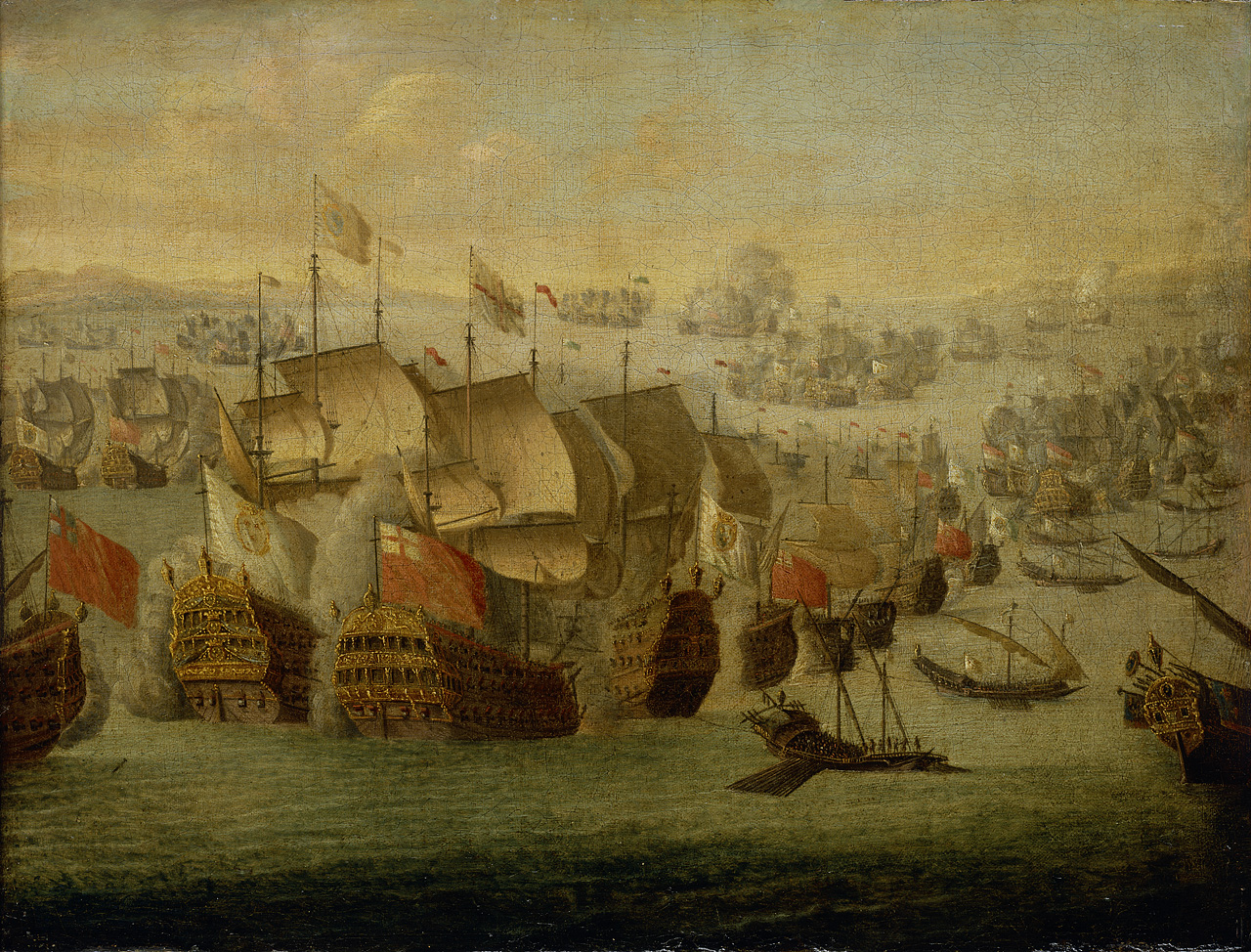
Bataille navale de Vélez-Málaga, 24 août 1704

Il croise dans les eaux écossaises en mer du Nord lorsque, début août 1703, en compagnie du Chevalier de Saint-Pol, il disperse une flotte de navires de pêche hollandais et prend à l'abordage deux vaisseaux hollandais,. Commandant du vaisseau Le Fendant, 58 canons, il participe à bataille navale de Vélez-Málaga le 24 août 1704, dans l'escadre blanche commandée par le comte de Toulouse. Il participe ensuite au siège de Gibraltar, avant de rentrer à Toulon le 31 juillet 1705. Le 1er novembre 1705, il est gratifié d'une pension de 1 000 livres sur le budget de la Marine, à la place du capitaine de vaisseau Perrinet qui vient de mourir. En 1708, il est nommé commandant de la Marine à Dunkerque puis à Brest. Le 6 octobre 1712, sa pension est portée 1 500 livres sur le budget de la Marine, à la place du marquis de Sainte-Maure, tout juste promu chef d'escadre, qui la laisse vacante.
Il reçoit un brevet de chef d'escadre de la province de Roussillon le 5 août 1715, lors de la dernière promotion effectuée par Louis XIV avant de mourir. Il remplace Claude de Forbin qui quitte le service. Il est promu lieutenant général des armées navales du Roi le 1er mars 1727, il fait enregistrer ses provisions le 9 mai à Brest. Il est nommé commandeur de l'Ordre de Saint-Louis, le 13 mars 1728.

#### Guerres de succession de Pologne et d'Autriche
Le 31 août 1733, il part de Brest et mouille le 15 septembre au large d'Elseneur au Danemark, avec l'escadre qu'il commande. Composée de neuf vaisseaux de ligne et de cinq frégates, elle est chargée de soutenir la candidature de Stanislas Leszczynski au trône de Pologne en 1733. Il se distingue à nouveau au cours de cette mission.
Il est nommé Chevalier de l'Ordre du Saint-Esprit, le 2 février 1739.
Le 6 mai 1741, il est nommé vice-amiral de la flotte du Ponant, basée à Brest, en remplacement du marquis d'Antin.
Il meurt à Paris, le 29 septembre 1746, à l'âge de 83 ans.

## Mariage et descendance
Il épouse en 1701 Marguerite Poyer de Drumare. De cette union naissent :
- François Pierre de Briqueville, comte de la Luzerne, né le 20 août 1704, lieutenant général des armées du roi en 1748, lieutenant des Gardes du corps et commandeur de l'ordre royal et militaire de Saint-Louis, acquéreur en 1755 du château de Bouglainval (Eure-et-Loir)[8].
- deux filles mortes sans avoir été mariées.